# فرید العلاقی
فرید العلاقی (انگلیسی: Farid El Alagui؛ زادهٔ ۲۸ اوت ۱۹۸۵) بازیکن فوتبال اهل مراکش است.

## باشگاهی
از باشگاه‌هایی که در آن بازی کرده‌است می‌توان به باشگاه فوتبال برنتفورد، باشگاه فوتبال داندی یونایتد، باشگاه فوتبال الوداد کازابلانکا، باشگاه فوتبال فالکیرک، و باشگاه فوتبال هیبرنین اشاره کرد.